# Ербе
Ербе (фр. Herbeys) је насељено место у Француској у региону Рона-Алпи, у департману Изер.
По подацима из 2011. године у општини је живело 1349 становника, а густина насељености је износила 174,51 становника/km².

## Демографија
| 1962. | 1968. | 1975. | 1982. | 1990. | 2011. |
| ----- | ----- | ----- | ----- | ----- | ----- |
| 375   | 355   | 765   | 945   | 1.086 | 1.349 |